# Chionis albus
Il chione bianco (Chionis albus, Gmelin 1789), è un uccello della famiglia dei Chionidae.

## Descrizione
Lunghezza : 35 cm circa
Covata : 2-4 uova
Durata dell'incubazione: 30 giorni circa. I piccoli lasciano il nido due settimane dopo la nascita.

## Sistematica
Chionis albus non ha sottospecie, è monotipico.

## Distribuzione e habitat
Questo uccello nidifica nella Penisola Antartica, sulle Shetland Australi, sulle Isole Orcadi Meridionali, nella Georgia del Sud e probabilmente anche sulle Sandwich Australi dove però la nidificazione non ha conferme. Migra a nord fino alla Terra del Fuoco, in Patagonia e sulle Isole Falkland. Alcuni esemplari si spingono anche più a nord, in Uruguay, nel Brasile meridionale e sull'Isola di Sant'Elena.